# Eiswasser an der Guadelupe Str.
Eiswasser an der Guadelupe Str. (Isvatten på Guadelupe Str.) är en postumt utgiven diktsamling av den tyske poeten Rolf Dieter Brinkmann (1940-1975).

## Bakgrund
Våren 1974 befann sig Rolf Dieter Brinkmann i Austin, Texas som gästföreläsare i tysk litteratur vid University of Texas at Austin. Under tiden skrev han en text som gavs ut i april 1985 på 10-årsdagen av hans bortgång. Boken fick en utformning som sägs efterlikna författarens original. Den utkom i en begränsad upplaga på 1500 numrerade exemplar, varav 20 var numrerade med romerska siffror och inte tillgängliga i handeln.

## Innehåll
Det är en svart, inbunden och tunn bok med gröna försättsblad och runt 60 opaginerade sidor. För övrigt är den mer som ett manus färdigt att trycka än som en intim, efterlämnad anteckningsbok. Den inleds med ett citat av den tyske romantikern Ludwig Tieck   vars namn förekommer även på andra håll i Brinkmanns produktion. All text är uppställd som strofindelade längre och kortare dikter med titlar som Marihuana och Don't Think Twice, It's All Right. Här och var är de försedda med numrerade avdelningar och rubriker som "tillägg" vilket antyder ett pågående arbete. Lite intressant är det att den originella diktuppställningen med parallella, till synes vilt växande och interagerande rader, vilket kännetecknar Brinkmanns texter bara ett halvår senare, inte finns här. Det är dessutom förvånansvärt lite material som är hämtat härifrån till hans omfattande diktsamling Westwärts 1 & 2 som utkom våren efter. "Wo sind sie", tillägnad Maleen, är den enda.  Överlag är det sinnliga varseblivandet av nuet tydligt. Boken rullar igång med raderna "warme Dunkelheit mit / Neonlichtern, Baumschatten / hinter den Häusern, ver / schiedene Stimmen..."  Brinkmanns lustfyllt språkliga improviserande öppnar för reflektioner som leder till en återkommande civilisationskritik (t.ex. "*Die Städte / sind Auto / Garagen*"), något som upptog Brinkmann hela första hälften av 1970-talet.